# Turambar
Turumbar var, i J. R. R. Tolkien's fiktiva sagovärld Midgård, den nionde konungen av Gondor. Född år 397 tredje åldern, han var son och efterträdare till Rómendacil I.
Han hämnades sin fars död genom att erövra stora delar av Rhovanion från östringarna. Han var den längst regerande kungen sedan Meneldil som regerade i 126 år. Han efterträddes av sin son Atanatar I vid hans död 667 tredje åldern.